# Ceryx fytchei
Ceryx fytchei är en fjärilsart som beskrevs av Moore. Ceryx fytchei ingår i släktet Ceryx och familjen björnspinnare. Inga underarter finns listade i Catalogue of Life.